# Matairesinol
Matairesinol es una planta de lignanos. Se encuentra  con secoisolariciresinol en numerosos alimentos como las semillas oleaginosas, cereales integrales, verduras y frutas.
Los lignanos vegetales son precursores de los lignanos enterolignanos (animales). Varios lignanos vegetales son metabolizados a  enterolignanos (enterodiol y enterolactona) que potencialmente puede reducir el riesgo de ciertos tipos de cáncer y enfermedades cardiovasculares.
Aunque hay estudios que indican la prevención de enfermedades,  (cánceres cardio-protectoras y hormonales asociados como el cáncer de mama)  los beneficios de los lignanos, los resultados no son todavía concluyentes.